# Seznam kongovskih generalov
Seznam kongovskih generalov.

## N
Denis Sasou Nguesso (Kongo-Brazzaville) 